# Claustro de la basílica de San Isidoro de León

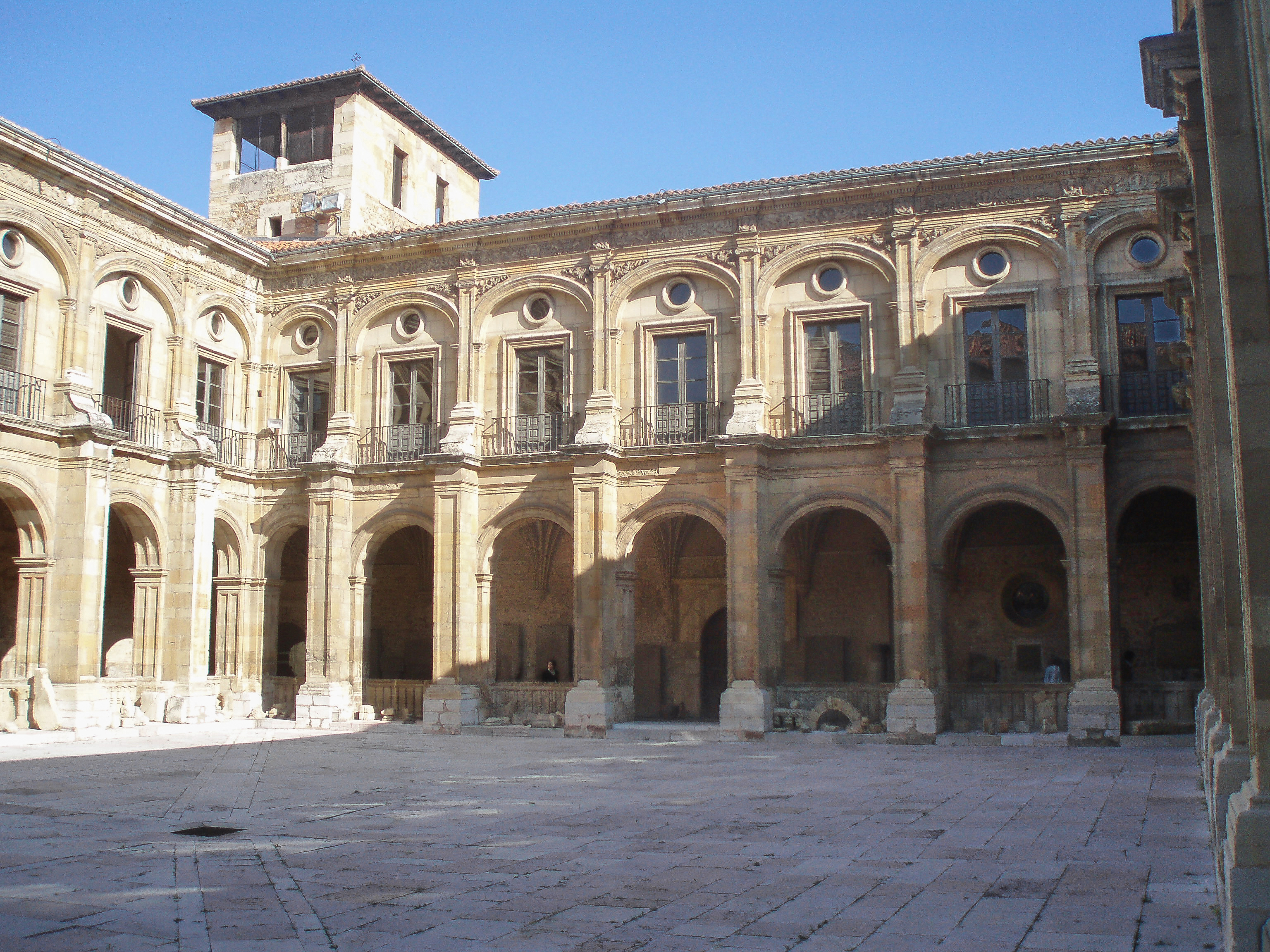
Vista del claustro con las reformas barrocas tal y como se muestra en la actualidad.

El claustro de la Basílica de San Isidoro de León, en la ciudad de León, es una construcción del siglo XVI con la salvedad de conservar el vestigio románico del siglo XI de su panda sur, pegada al muro norte de la iglesia. Esta galería conservada se considera como parte del claustro románico más antiguo conocido en España.
Se trata del claustro principal, claustro procesional o claustro de Fonseca, que por los tres nombres es conocido. Fue mandado construir en el siglo XVI por el abad Fonseca y de esa obra se conservan las crujías y las bóvedas, habiéndose modificado las arquerías en época barroca. La obra del siglo XVI dejó oculta la galería románica alzando un muro de ladrillo revocado. Este muro fue demolido a mediados del siglo XX en las reformas llevadas a cabo por el arquitecto Luis Menéndez Pidal. Fue entonces cuando quedó la galería románica al descubierto, con sus canecillos, arcos y capiteles.
En el siglo XVIII se rehicieron las fachadas que quedaron tal y como se ven en la actualidad, salvo la que ocultaba la galería románica porque el maestro Durán que llevaba las obras no se atrevió a derribarla a la vista de los desplomes y empujes de la nave central de la iglesia. Estos desplomes se venían conteniendo gracias precisamente al grueso muro ya descrito y derribado en el siglo XX.
El claustro en sus cuatro lados contenía capillas dedicadas a enterramientos de familias de la nobleza leonesa. A principios del siglo XIX y debido a la ocupación de las tropas francesas, las capillas fueron maltratadas, profanadas y muchas de ellas transformadas en cuadras. Así se mantuvieron durante siglo y medio, abandonadas y descuidadas, hasta que en 1959 empezaron las obras de restauración de todo el claustro y sus capillas. El arquitecto responsable fue Luis Menéndez Pidal, bajo el patrocinio y supervisión del Patronato Artístico Nacional.
En 1960, con motivo de la celebración del XIV centenario del nacimiento de San Isidoro se hicieron algunos arreglos más para adecentarlo y prepararlo para las ceremonias y se colocaron barandillas de hierro forjado a modo de balcones en los veintitrés huecos del claustro alto. En 1967 Menéndez Pidal colocó unos óculos de piedra en cada vano del claustro alto.

## La galería románica

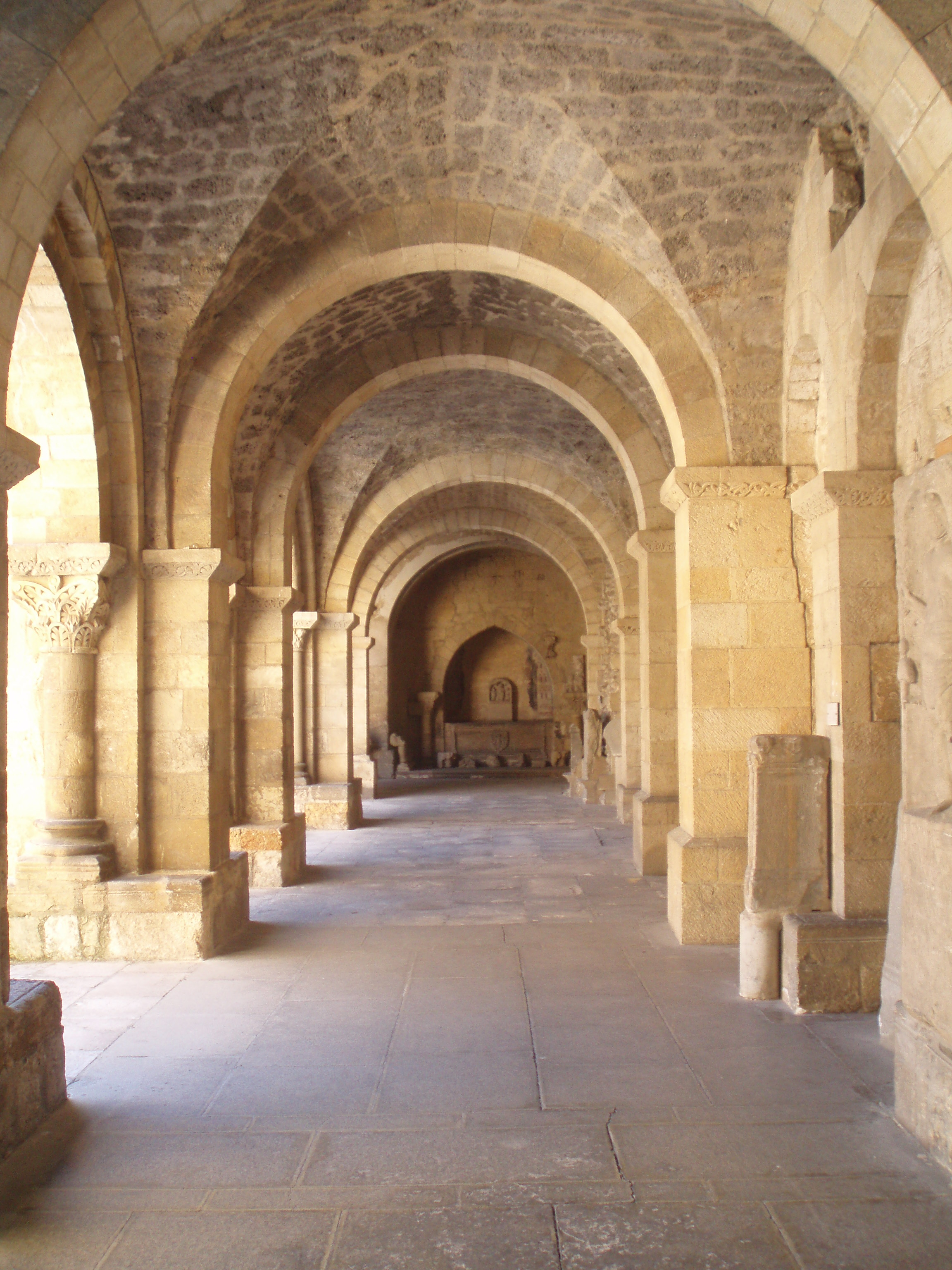
Galería románica del claustro.

En los tiempos del rey Fernando I y su esposa Sancha de León (siglo XI) se construyó una galería que rodeaba el ángulo sur occidental del Panteón y se extendía hasta el primer tramo (incluido) de la iglesia. En el siglo XII este tramo se amplió hasta encontrarse con el saliente del crucero. En el siglo XVI y bajo la tutela del abad Fonseca se construyó el claustro que se puede contemplar en la actualidad, algo modificado en época barroca y restaurado a mediados del siglo XX.
Al hacerse las obras en el siglo XVI esta galería quedó cegada con un muro de ladrillo bastante grueso en el que se abrieron unos vanos en la parte superior. El muro se elevaba de manera que tapaba también la fachada norte de la iglesia y sus correspondientes modillones. La propuesta de restauración del arquitecto Pidal fue aceptada sin reservas. En el informe proporcionado, Menéndez Pidal señalaba que:

Al costado de la iglesia y empotrado en los muros del claustro, existen restos bastante completos a juzgar por cuanto es posible ver ahora por huecos allí abiertos en anteriores exploraciones, del antiguo pórtico románico de la primitiva iglesia que, conviene ir estudiando […] Proponemos las restauración de la cornisa exterior del claustro y pórtico, así como la demolición del muro […]

Al derribarse el muro de ladrillo quedaron al descubierto bastantes elementos románicos (cornisa de la nave de la iglesia, columnas, capiteles etc.). Para completar la restauración se pusieron a punto las bóvedas con piedra de toba como se habían hecho en su día las originales.

## Capilla de los Salazares
Fue concebida como capilla de enterramiento de esta familia. Tras la estancia de las tropas francesas se quedó abandonada y en ruinas hasta su restauración de 1959. Se recuperó la bóveda de escayola del siglo XVIII, se limpiaron los muros y se arregló el arco de entrada cerrándolo con una verja. Se derribó el muro postizo de separación con el Panteón, de manera que la capilla quedó incorporada a él. Se colocó en esta capilla la pila bautismal románica que anteriormente estaba en la iglesia.
En esta misma capilla se arregló un espacio privilegiado para colocar la tumba del arquitecto medieval Pedro Deustamben que se hallaba también en la iglesia (como la pila) y servía como asiento a los fieles.

## Capilla de los Vacas
Está contigua a la de los Salazares y en su origen sirvió como capilla de enterramiento de la familia Vacas y Villagómez. Se hizo una restauración completa de suelo, muros y bóveda. Después se destinó para exposición de la antigua campana de 1086 y del gallo-veleta original que se había bajado de la torre para su limpieza y restauración. Al comprobar su antigüedad y valía, los expertos consideraron que era mejor cuidarlo y protegerlo como pieza de museo. En la torre se puso una copia exacta.

## Capilla de San José
Había sido capilla funeraria de Tomás Moreno, corregidor de la Ciudad y Reino de León. La restauración fue lo mismo que en las otras capillas: suelo, paredes y techo. Aquí se colocó un crucifijo regalo de la Dirección General de Bellas Artes, copia de un cristo milagroso original de Alcañiz.

## Capilla de San Ignacio
Perteneció a Pedro de Castro, prior de la catedral, y al capitán Negrete. Se restauró el suelo, paredes y techo y se arregló la entrada. En la actualidad cobija una imagen del Sagrado Corazón junto con el pedestal, altar y comulgatorio, obra de Félix Granda. En las paredes de esta capilla están expuestos dos relieves góticos en piedra con el tema de la Pasión que pertenecieron a un sepulcro de los Quiñones.

## Sala de Exposiciones
Es un espacio muy amplio, de 15 x 6 m que estuvo dedicado a bodega y almacén. Se puso el suelo nuevo y se limpiaron paredes y techo. Para la puerta se utilizó un arco de medio punto con dovelas, que había aparecido en las excavaciones, y se cerró el vano con una puerta de madera de dos hojas con herrajes.

## Capilla de los Inclanes
No es una capilla en sí sino un arcosolio metido al final del muro oeste del claustro. Se encontraba en estado lamentable por lo que necesitó de una cuidadosa restauración.

## Refectorio antiguo
El refectorio o comedor de los monjes se extiende a lo largo de casi toda la panda norte del claustro. Había sido una sala excepcional pero se encontraba en tal estado que necesitó una restauración profunda. Los soldados franceses lo habían convertido en cuadra y desde entonces no se había arreglado nada; incluso estaban las cubetas de los animales estabulados.
Se restauró la puerta de ingreso con el arco de piedra y el alfiz que había pertenecido a la antigua abadía. En el muro oriental se abrió una puerta para comunicar directamente con el espacio anterior a la escalera claustral. Las ventanas también fueron restauradas con maderas nobles y emplomados. Lo mismo se hizo con el suelo y muros. En la actualidad cuelgan de las paredes ocho grandes cuadros de la escuela sevillana, lujosamente enmarcados que presentan el tema de la vida y muerte de San Juan Bautista. Se llevó a cabo también una restauración de las bóvedas del siglo XVIII y sus valiosos relieves policromados.
Finalmente la sala fue amueblada con 14 sillones para la presidencia y bancos de estilo español para el público. A partir de 1960 empezó a funcionar como salón de actos solemnes y conferencias que se llamó Salón del Pendón de Baeza.

## Capilla de la Asunción
Esta capilla sufrió bastantes reparaciones y renovaciones. La sala está ubicada en el extremo este de la  panda norte del claustro, entre la puerta ya descrita del refectorio y el muro y puerta que dan a la escalera monumental o claustral. En origen este espacio correspondía al zaguán al que se entraba desde la calle y que servía de paso hacia el claustro.
La familia Villafañe tomó el patronazgo de este lugar convirtiéndolo en capilla funeraria bajo la advocación de la Asunción. Varias lápidas de enterramiento se pusieron en el suelo sobre las cuales, algún tiempo después se colocaron cinco arcas sepulcrales pertenecientes a antiguos abades y algún otro personaje importante. En la restauración de 1960 el arquitecto Menéndez Pidal trasladó estas arcas al espacio recién restaurado llamado Sala de Exposiciones.
En la restauración de esta capilla se arregló el suelo, muros y techo, así como el arco que comunicaba con el claustro. En este arco y a cada lado de sus jambas se colocaron sendas estatuas de guerreros, muy deterioradas pero restauradas por el escultor Andrés Seoane.

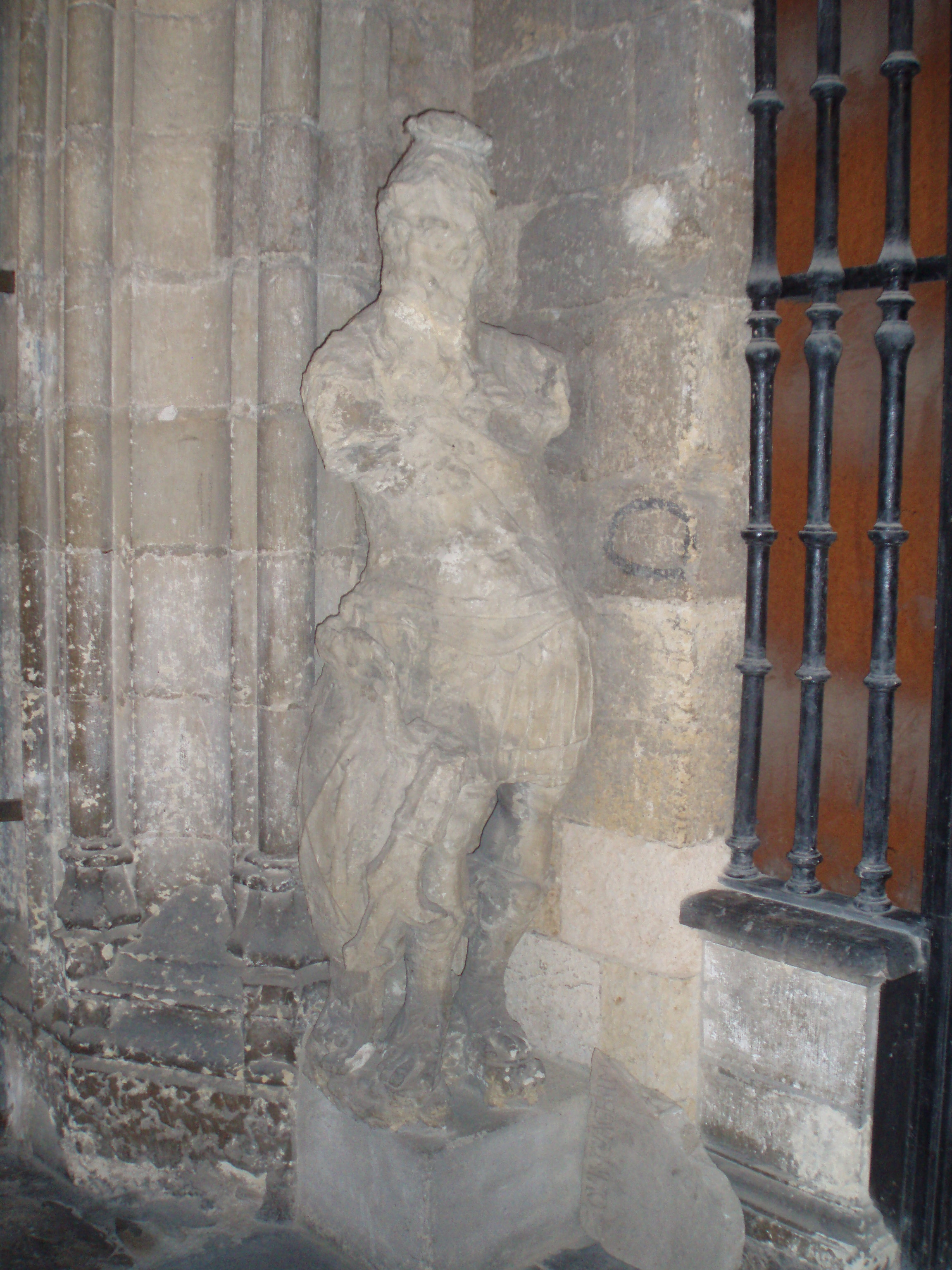
Se colocaron sendas estatuas de guerreros, muy deterioradas...
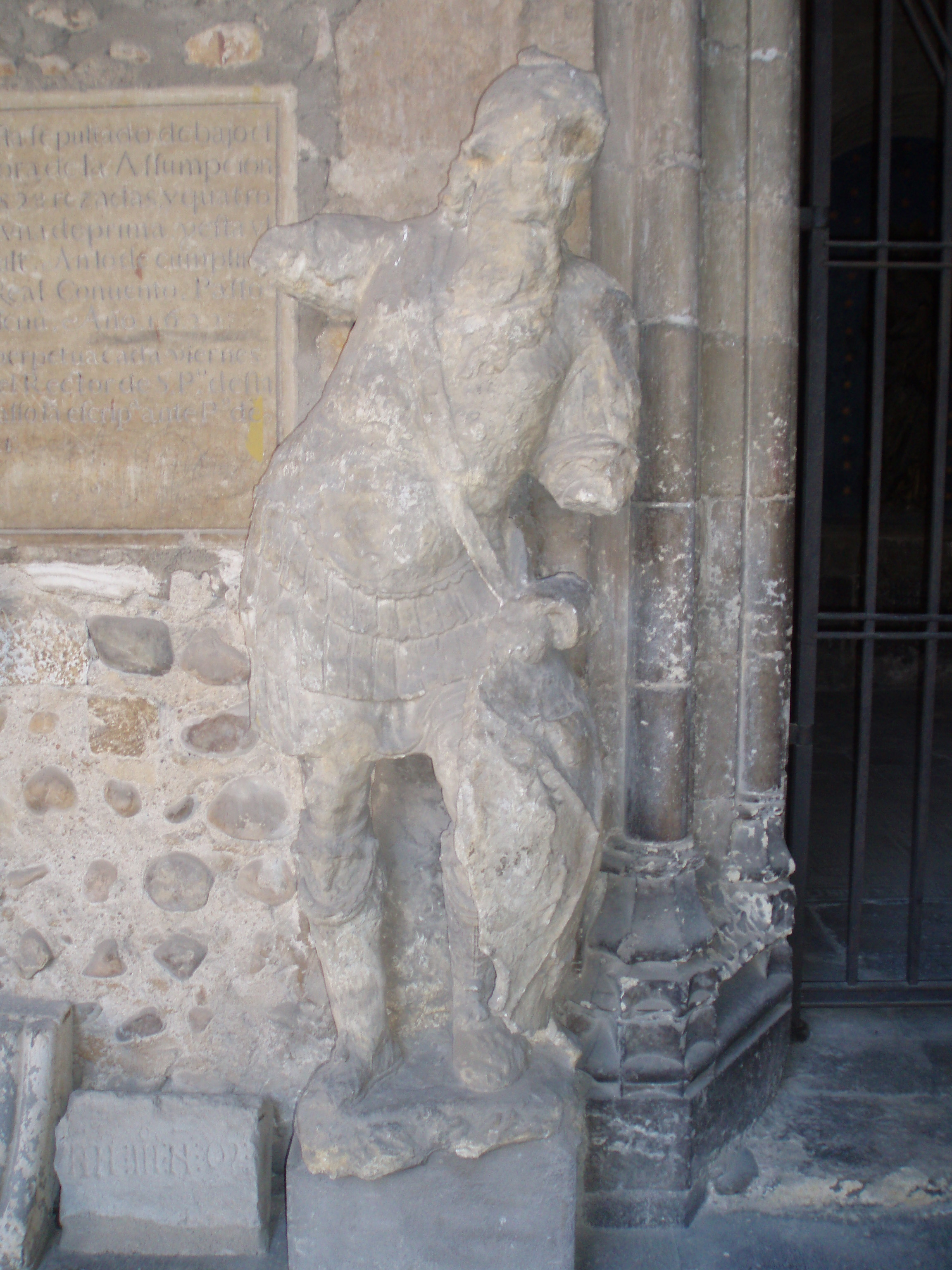
Estas estatuas de guerreros estaban en la entrada principal del palacio de los Guzmanes.

Se hizo también el traslado de un arco de piedra conocido como Capilla del Salvador (que había sido propiedad del regidor de la ciudad Rodríguez Lorenzana), desde la galería románica donde estuvo empotrado. Este arco funerario se instaló en el muro septentrional de la capilla que se está describiendo. En él se colocó una imagen de María con el Niño, de piedra policromada que había pertenecido a la villa de Mansilla de las Mulas. De allí había pasado al museo de la catedral, hasta que el obispo Almarcha decidió ubicarla en la basílica presidiendo por algún tiempo el vestíbulo de entrada al Panteón. Después de este emplazamiento se trasladó a la panda norte del claustro. Como allí corría peligro de deterioro se reinstaló finalmente en esta capilla de la Asunción.

## Capilla de la Magdalena
Se encuentra al norte de la panda este. Perteneció a la familia del regidor de León, Pedro Joven. Se usa en la actualidad como depósito del museo.

## Capilla de los Omañas
Perteneció a la familia Omaña y en ella está enterrado Ares de Omaña, personaje que fue ejecutado por su tío el conde de Luna en la Torre de Ordás. También está enterrada Sancha Álvarez de Omaña, madre de Ares. Tampoco esta capilla está restaurada. Conserva en su interior la fragua donde se hicieron las rejas del Panteón a mediados del siglo XIX. Se utiliza como trastero.

## Capilla de los Castañones
Fue restaurada en 1999, consolidando el suelo y adecentando del artesonado mudéjar de buena factura.  Estaba mutilada pues la parte de la cabecera se utilizó para hacer de ella la caja de escalera que conduce a la sacristía. Tenía una gran lápida con inscripción (que seguramente pertenecía a la cabecera) cerrando el hueco de la puerta que da al claustro. Esta lápida se colocó en la parte central del suelo.Actualmente se encuentra en desuso, y en ella están enterrados gran parte de dicha familia perteneciente a la Casa Noble de León (Los Tusinos)

## Capilla de los Quiñones
Se encuentra adosada al muro norte de la iglesia y es la que contiene en su interior la antigua puerta norte, conservada pero cegada e inutilizada como vano de paso. En su origen este espacio se dedicó a Sala Capitular y tenía decoración de pinturas en los muros y bóvedas. A finales del siglo XV el conde Luna la tomó en patronazgo para convertirla en capilla funeraria para su familia. Allí fueron colocados los sepulcros de su linaje. En el siglo XIX las tropas de Napoleón utilizaron esta capilla como cuadra, siendo profanados todos los sepulcros. A finales de ese mismo siglo se instaló en ella el Cabildo y por unos años retomó sus funciones con capellanes propios, pero pasado el tiempo y por falta de recursos económicos, se abandonó de nuevo.
En 1981 se emprendió la restauración llevada a cabo por el arquitecto madrileño Luis Rodríguez Cueto Ferrándiz, con la colaboración de la Escuela Taller bajo la dirección de Francisco Azconegui. Se acomodó el suelo, se tapiaron las tres puertas que daban al norte, este y sur y se trasformó la fachada del oeste cerrándola con cristaleras. Las diez arcas funerarias encontradas fueron trasladadas al claustro. El propio museo de la Colegiata financió todas las obras y mandó hacer unas vitrinas especiales con alarma antirrobo para exponer telas y ornamentos. También se colocó un altar con objetos litúrgicos obsoletos que se usaban antes del Concilio Vaticano II, a modo de recuerdo y como muestra de un pasado histórico en la liturgia.

## Capilla de los Cármenes
No es realmente una capilla sino un hueco hecho en un muro para un altar.

## Capilla del Santo Cristo
En su origen fue el hueco de una pequeña puerta románica que desde el muro occidental del crucero norte daba acceso al claustro. En época gótica tabicaron esta salida decorando el hueco con pinturas de las que aun quedan restos y colocando el altar del Santo Cristo. También trasladaron desde el espacio del Panteón la inscripción pétrea en que la reina Sancha daba noticia de la construcción del templo y del traslado del cuerpo de San Isidoro y de las reliquias de San Vicente desde Ávila, colocándola en el tímpano. Pero en la última restauración se llevó de nuevo la piedra a su hueco original que apareció bien visible en el Panteón. La inscripción está en latín y traducida al castellano dice así:

Esta iglesia de San Juan Bautista que contemplas, anteriormente era de barro. Recientemente el Excelentísimo Fernando Rey y la Reina Sancha la construyeron de piedra. Seguidamente trasladaron aquí desde la ciudad de Sevilla el cuerpo de Isidoro Obispo, en el día de la dedicación de este templo, 21 de diciembre de 1063. Después, en el año de 1065 a 10 de mayo, trasladaron aquí de la ciudad de Ávila el cuerpo de San Vicente, hermano de Sabina y Cristeta. En dicho año el mencionado rey, al regreso de la guerra de la ciudad de Valencia, llegó a este lugar un día de sábado. Falleció el martes 27 de diciembre de 1065. La reina Sancha, consagrada a Dios, la concluyó.

## Escalera monacal
Fue construida por Juan de Ribero en el siglo XVI. Comprende tres tramos y treinta y siete peldaños monolíticos de 3,20 m de largo. Tiene 156 bustos de personajes de la antigüedad que fueron esculpidos en el intradós de la bóveda más 34 en el arco de la embocadura. Fue preciso una restauración a fondo pues estaba muy deteriorada a causa del derrumbe que sufrió la cúpula.